# Agios Dionysios-klosteret
Agios Dionysios-klosteret  (græsk: Μονή Αγίου Διονυσίου εν Ολύμπω) er et græsk-ortodoks kloster på skråningerne af bjerget Olympen, det vigtigste kloster i den regionale enhed Pieria. Det ligger ved Enipeas kløften i en højde af 850 moh. (40°05′38″N 22°25′44″Ø / 40.094°N 22.429°Ø) Det oprindelige kloster, grundlagt i 1542, blev ødelagt af tyskerne i 1943. Et nyt kloster blev etableret i en afstand af omkring 5 km nordøst for den gamle, tættere på byen Litochoro. (40°07′05″N 22°29′02″Ø / 40.118°N 22.484°Ø). Agios Dionysios-klosteret er et stavropegisk kloster, direkte underordnet patriarken af Konstantinopel .
Agios Dionysios-klosteret er et af en række klostre ved Olympen, bl.a.Kanalon og Agia Triada.

## Navnet
Oprindeligt var navnet på det gamle kloster Agia Triada (græsk: Αγία Τριάδα) som betyder Hellig Treenighed. Men med tiden har navnet på dens grundlægger, Sankt  Dionysios af Olympen fået overtaget, ligesom det nye kloster blev opkaldt direkte efter Sankt  Dionysios.

## Det gamle kloster
Det gamle kloster blev grundlagt  i 1542. Det var omgivet af stærke høje mure med et betydeligt vagttårn, lignede det en lille fæstning. Under forskellige konflikter tjente den som beskyttelsesrum for civile såvel som kamptropper. Klosteret blev ødelagt og genopbygget flere gange gennem sin historie. Det blev ødelagt i 1821 af Veli Pasha og igen af den tyske Værnemagt i april 1943. Det tyske militær bombede først klostret og rev det senere ned med sprængstoffer for at forhindre dets brug som tilflugtssted for græske modstandsfolk. I dag kan besøgende besøge det gamle klosters ruiner lige ved vejen fra Litochoro til Prionia.

### Sankt Dionysios kapel
Kapellet Saint Dionysios ligger omkring tyve minutters gang fra det gamle kloster. Det ligger ved Enipeas-floden i sydøstlig retning fra klostret, bygget under en overhængende klippe lige over en kilde. Kapellet består af et lille andagtsrum, hvor helgenen fejrede den hellige liturgi i sin tid som eneboer og et lille skur, der tjente som ham som et sted at sove.

## Nyt Kloster
Munkene forlod det ødelagte kloster og flyttede ind i Metochion, klostrets ejendom. Metochion blev grundlagt i 1650 og bestod af jord til landbrug, en kirke, driftsbygninger og en bygning, hvor munkene boede.
Efter Anden Verdenskrig blev denne ejendom gradvist udvidet til et fuldt kloster. Den ældre del af det nye kloster er udstyret med en tung jerndør og dermed adskilt fra resten af bygningen. Det indeholder munkenes kvarter, refektoriet og administrationsbygningen. Som det er sædvanligt med græsk-ortodokse klostre, er denne del af klostret underlagt abatonreglen ("utilgængelig"), der forbyder adgang for kvindelige besøgende. Lige udenfor ligger staldene, værkstederne og ostefabrikken. Alle bygninger uden for abatonen, såsom den nye kirke eller museet, er bygget efter 1985.

### Kirken
Klosterkirken blev bygget i klassisk ortodoks stil, selvom der er mange særlige træk indeni udover den sædvanlige overdådige indretning af en ortodoks kirke. Mange af kirkens stole og andre trægenstande er dekoreret med kunstfærdigt indlagte arbejder lavet af elfenben og perlemor. Ved siden af en skildring af Jesu Kristi opstandelse står en lille kurv med sedler og kuglepenne. Troende, der ønsker at fremsætte en anmodning til Kristus, opfordres til at skrive på sedlerne.

### Museet
Øst for komplekset ligger museet. I klostrets urolige tider gemte munkene mange klosterskatte i hemmelige hvælvinger i området omkring det gamle og nye kloster. Et udvalg af disse reddede skatte er udstillet i museet:
- Tre sølvkranier, hvori der blev bearbejdet knoglestykker af helgener, er udstillet sammen med andre relikvier.
- Gamle dokumenter, herunder dokumentet fra år 949 i den islamiske kalender (1542 e.Kr.), hvori de osmanniske besættere tillader reparation (faktisk sandsynligvis fundamentet) af et kloster på Olympen.
- Gennem et forstørrelsesglas kan man beundre meget fine træudskæringer i et metalkors.
- Et epitafium, broderet med guldtråde, lavet i 1578-79 af Arsenius, en munk fra Meteora -klostrene.
- Nogle af ikonerne reddet fra det gamle kloster.

En iøjnefaldende, men betydningsfuld udstilling i museet er en samling af indrammede sort-hvide fotografier, som hænger nær indgangen. De viser det gamle kloster i bjergene lige før dets ødelæggelse. En soldat fra den tyske Wehrmacht ved navn Karl Faber tog disse billeder i hemmelighed og sendte dem til klostret for nogle år siden.